# 佩尔达克休斯
佩尔达克休斯（義大利語：Perdaxius），是意大利撒丁大区南撒丁省的一个市镇。总面积29.55平方公里，人口1472人，人口密度49.8人/平方公里（2009年）。ISTAT代码为107014。